# Citharoceps cruzana
Espèce
Synonymes
- Segestria cruzana Chamberlin & Ivie, 1935
- Citharoceps californica Chamberlin & Ivie, 1935

Citharoceps cruzana est une espèce d'araignées aranéomorphes de la famille des Segestriidae.

## Distribution
Cette espèce est endémique de Californie aux États-Unis,. Elle se rencontre du comté de Monterey à celui de Santa Barbara.

## Description
Les mâles décrits par Giroti et Brescovit en 2015 mesurent de 8,0 à 8,4 mm et les femelles de 9,32 à 11,92 mm.

## Étymologie
Son nom d'espèce lui a été donné en référence au lieu de sa découverte, l'île de Santa Cruz.

## Publications originales
- Chamberlin & Ivie, 1935 : Miscellaneous new American spiders. Bulletin of the University of Utah, vol. 26, no 4, p. 1-79 (texte intégral).